# Liste der denkmalgeschützten Objekte in Jiřetín pod Jedlovou
Grundlage dieser Liste der denkmalgeschützten Objekte in Jiřetín pod Jedlovou ist die ÚSKP-Liste (Ústřední seznam kulturních památek České republiky, deutsch Zentrale Liste der Kulturdenkmäler der Tschechischen Republik), die von der tschechischen Denkmalschutzbehörde NPÚ (Národní památkový ústav, deutsch Nationale Denkmalbehörde) seit 1987 geführt wird und an die seit dem Jahr 1850 geschaffenen Listen anschließt.

## Denkmalgeschützte Objekte nach Ortsteilen

### Jiřetín pod Jedlovou(Sankt Georgenthal)
| Lage                                          | Objekt                                 | Beschreibung                                                                    | ÚSKP-Nr.                  | Bild                                |
| --------------------------------------------- | -------------------------------------- | ------------------------------------------------------------------------------- | ------------------------- | ----------------------------------- |
| Jiřetín pod Jedlovou (Standort)               | Dreifaltigkeitskirche                  | Dreifaltigkeitskirche                                                           | 37782/5-3754 Info Katalog | weitere Bilder                      |
| Jiřetín pod Jedlovou (Standort)               | Säule mit Statue des hl. Laurentius    | Sandsteinsäule mit Statue des hl. Laurentius, an der Dreifaltigkeitskirche      | 32965/5-3756 Info Katalog | Säule mit Statue des hl. Laurentius |
| Jiřetín pod Jedlovou (Standort)               | Nepomuksäule                           | Nepomuksäule, an der Dreifaltigkeitskirche, umgesetzt aus Nebřenice (Nebrenitz) | 35797/2-2146 Info Katalog | Nepomuksäule                        |
| Jiřetín pod Jedlovou (Standort)               | Statue der hl. Anna                    | Statue der hl. Anna (1769)                                                      | 10446/5-5460 Info Katalog | Statue der hl. Anna                 |
| Jiřetín pod Jedlovou (Standort)               | Kreuzigungskapelle (Wallfahrtskapelle) | Kreuzigungskapelle (Kaple Ukřižování) am Kreuzberg                              | 42202/5-3755 Info Katalog | weitere Bilder                      |
| Jiřetín pod Jedlovou 1 (Standort)             | Pfarrhaus                              | Pfarrhaus                                                                       | 33466/5-3757 Info Katalog | Pfarrhaus                           |
| Jiřetín pod Jedlovou, Tolštýnská 4 (Standort) | Bauernhaus Nr. 4                       | Bauerngehöft                                                                    | 41452/5-3763 Info Katalog | Bauernhaus Nr. 4                    |
| Jiřetín pod Jedlovou, Tolštýnská 5 (Standort) | Bauernhaus Nr. 5                       | Bauerngehöft                                                                    | 51501/5-5928 Info Katalog | Bauernhaus Nr. 5                    |
| Jiřetín pod Jedlovou 101 (Standort)           | Bauernhaus Nr. 101                     | Bauerngehöft                                                                    | 51351/5-5917 Info Katalog | Bauernhaus Nr. 101                  |
| Jiřetín pod Jedlovou 121 (Standort)           | Bauernhaus Nr. 121                     | Bauerngehöft                                                                    | 22704/5-3760 Info Katalog | Bauernhaus Nr. 121                  |
| Jiřetín pod Jedlovou, Žižkova 144 (Standort)  | Bauernhaus Nr. 144                     | Bauerngehöft                                                                    | 44892/5-3758 Info Katalog | weitere Bilder                      |
| Jiřetín pod Jedlovou, Žižkova 145 (Standort)  | Bauernhaus Nr. 145                     | Bauerngehöft                                                                    | 45141/5-3759 Info Katalog | Bauernhaus Nr. 145                  |
| Jiřetín pod Jedlovou, Žižkova 162 (Standort)  | Bauernhaus Nr. 162                     | Bauerngehöft                                                                    | 30478/5-3761 Info Katalog | Bauernhaus Nr. 162                  |
| Jiřetín pod Jedlovou 164 (Standort)           | Bauernhaus Nr. 164                     | Bauerngehöft                                                                    | 25446/5-3762 Info Katalog | Bauernhaus Nr. 164                  |

### Jedlová(Tannendorf)
| Lage                                          | Objekt                                     | Beschreibung                               | ÚSKP-Nr.                  | Bild           |
| --------------------------------------------- | ------------------------------------------ | ------------------------------------------ | ------------------------- | -------------- |
| Jiřetín pod Jedlovou, Berg Jedlová (Standort) | Aussichtsturm auf dem Tannenberg (Jedlová) | Aussichtsturm auf dem Tannenberg (Jedlová) | 10436/5-5484 Info Katalog | weitere Bilder |

### Lesné(Innozenzidorf)
| Lage                | Objekt            | Beschreibung | ÚSKP-Nr.                  | Bild              |
| ------------------- | ----------------- | ------------ | ------------------------- | ----------------- |
| Lesné 17 (Standort) | Bauernhaus Nr. 17 | Bauerngehöft | 46033/5-3765 Info Katalog | Bauernhaus Nr. 17 |
| Lesné 28 (Standort) | Bauernhaus Nr. 28 | Bauerngehöft | 28515/5-3766 Info Katalog | Bauernhaus Nr. 28 |

### Rozhled(Tollenstein)
| Lage               | Objekt                                | Beschreibung | ÚSKP-Nr.                  | Bild                         |
| ------------------ | ------------------------------------- | --- | ------------------------- | ---------------------------- |
| Jedlová (Standort) | Burgruine Tollenstein (Hrad Tolštejn) | Burgruine Tollenstein (Hrad Tolštejn) | 27039/5-3764 Info Katalog | weitere Bilder               |
| Rozhled (Standort) | Dreiherrensäule (Třípanský sloup)     | Dreiherrensäule (Třípanský sloup). Der Dreiherrenstein (1745) markiert die Grenze zwischen der Tollensteiner, Reichstadter und Böhmisch Kamnitzer Herrschaft. | 44069/5-5387 Info Katalog | BW                           |
| Rozhled (Standort) | Statue des ruhenden Christus          | Statue des ruhenden Christus, am Kreuzberg | 105354 Info Katalog       | Statue des ruhenden Christus |